# Jim Jakobsson
Jim Mikael Jakobsson, född 23 oktober 1964, är en svensk filosof och översättare. Jakobsson har framför allt översatt filosofiska skrifter från tyska, franska och engelska. Bland filosofer som han ägnat särskilt intresse märks Edmund Husserl och Martin Heidegger.

## Översättningar (urval)
- Edmund Husserl: Idéer till en ren fenomenologi och fenomenologisk filosofi (Ideen zu einer reinen Phänomenologie und phänomenologischen Philosophie) (Thales, 2004)
- Donald Davidson: Språk, tanke och handling (ur Collected Essays, vol. 1-3) (Thales 2004)
- Martin Heidegger: Vara och tid (Sein und Zeit) (Daidalos, 2013, ny utgåva 2019)
- Hannah Arendt: Totalitarismens ursprung (The Origins of Totalitarianism) (Daidalos, 2016)
- Thomas S. Kuhn: Vetenskapliga revolutioners struktur (The Structure of Scientific Revolutions) (Thales, 2017)
- Peter Adamson: Filosofi i den islamiska världen (Philosophy in the Islamic World) (Thales, 2019)
- Friedrich Nietzsche: Efterlämnade anteckningar (ur Nachgelassene Fragmente) (Symposion, 2021)
- Maurice Merleau-Ponty: Varseblivningens fenomenologi (Phénoménologie de la perception) (Daidalos, 2023)

## Priser
- 2006 – Letterstedtska priset för översättningen av Edmund Husserls Idéer till en ren fenomenologi och fenomenologisk filosofi
- 2024 – Elsa Thulins översättarpris[1]